# Partecipanti all'Amstel Gold Race 2025
Elenco dei partecipanti all'Amstel Gold Race 2025.
L'Amstel Gold Race 2025 è stata la cinquantanovesima edizione della corsa. Alla competizione presero parte 25 squadre: le 18 iscritte all'UCI World Tour 2025 e 7 UCI ProTeam.
Ciascuna delle squadre è composta da sette ciclisti, per un totale di 175 accreditati alla partenza.

## Corridori per squadra
Nota: R ritirato, NP non partito, FT fuori tempo, SQ squalificato
| Q36.5 Pro Cycling Team     | Q36.5 Pro Cycling Team     | Q36.5 Pro Cycling Team     | Tudor Pro Cycling Team | Tudor Pro Cycling Team | Tudor Pro Cycling Team | Team Visma-Lease a Bike | Team Visma-Lease a Bike | Team Visma-Lease a Bike |
| -------------------------- | -------------------------- | -------------------------- | ---------------------- | ---------------------- | ---------------------- | ----------------------- | ----------------------- | ----------------------- |
| Nº                         | Ciclista                   | Clas.                      | Nº                     | Ciclista               | Clas.                  | Nº                      | Ciclista                | Clas.                   |
| 1                          | Thomas Pidcock             | 9º                         | 11                     | Marc Hirschi           | 40º                    | 21                      | Wout Van Aert           | 4º                      |
| 2                          | Nickolas Zukowsky          | R                          | 12                     | Julian Alaphilippe     | 20º                    | 22                      | Tiesj Benoot            | 8º                      |
| 3                          | Xabier Azparren            | R                          | 13                     | Fabian Weiss           | R                      | 23                      | Daniel McLay            | R                       |
| 4                          | Fabio Christen             | R                          | 14                     | Marius Mayrhofer       | R                      | 24                      | Ben Tulett              | 21º                     |
| 5                          | Mark Donovan               | R                          | 15                     | Luc Wirtgen            | R                      | 25                      | Attila Valter           | 22º                     |
| 6                          | Milan Vader                | 37º                        | 16                     | Hannes Wilksch         | R                      | 26                      | Tosh Van Der Sande      | R                       |
| 7                          | Emīls Liepiņš              | R                          | 17                     | Matteo Trentin         | R                      | 27                      | Dylan van Baarle        | 73º                     |
| XDS Astana Team            | XDS Astana Team            | XDS Astana Team            | UAE Team Emirates XRG  | UAE Team Emirates XRG  | UAE Team Emirates XRG  | Team Picnic PostNL      | Team Picnic PostNL      | Team Picnic PostNL      |
| Nº                         | Ciclista                   | Clas.                      | Nº                     | Ciclista               | Clas.                  | Nº                      | Ciclista                | Clas.                   |
| 31                         | C. Champoussin             | R                          | 41                     | Tadej Pogačar          | 2º                     | 51                      | Enzo Leijnse            | R                       |
| 32                         | Nicola Conci               | 34º                        | 42                     | Tim Wellens            | R                      | 52                      | Romain Combaud          | R                       |
| 33                         | Fausto Masnada             | R                          | 43                     | Felix Großschartner    | 68º                    | 53                      | Sean Flynn              | R                       |
| 34                         | Ide Schelling              | R                          | 44                     | Brandon McNulty        | 11º                    | 54                      | Warren Barguil          | 30º                     |
| 35                         | Christian Scaroni          | R                          | 45                     | Jhonatan Narváez       | R                      | 55                      | Timo Roosen             | R                       |
| 36                         | Darren van Bekkum          | R                          | 46                     | Domen Novak            | R                      | 56                      | Kevin Vermaerke         | R                       |
| 37                         | Simone Velasco             | 50º                        | 47                     | Pavel Sivakov          | 55º                    | 57                      | Frank van den Broek     | 26º                     |
| Team Jayco AlUla           | Team Jayco AlUla           | Team Jayco AlUla           | Soudal Quick-Step      | Soudal Quick-Step      | Soudal Quick-Step      | Red Bull-Bora-Hansgrohe | Red Bull-Bora-Hansgrohe | Red Bull-Bora-Hansgrohe |
| Nº                         | Ciclista                   | Clas.                      | Nº                     | Ciclista               | Clas.                  | Nº                      | Ciclista                | Clas.                   |
| 61                         | Michael Matthews           | 5º                         | 71                     | Remco Evenepoel        | 3º                     | 81                      | Maxim Van Gils          | R                       |
| 62                         | Patrick Gamper             | R                          | 72                     | Ilan Van Wilder        | 54º                    | 82                      | Roger Adrià             | R                       |
| 63                         | Anders Foldager            | 59º                        | 73                     | Louis Vervaeke         | 58º                    | 83                      | Finn Fisher-Black       | R                       |
| 64                         | Alan Hatherly              | R                          | 74                     | Pepijn Reinderink      | R                      | 84                      | Alexander Hajek         | R                       |
| 65                         | Ben O'Connor               | R                          | 75                     | Max Schachmann         | 53º                    | 85                      | Jonas Koch              | R                       |
| 66                         | Mauro Schmid               | 15º                        | 76                     | Mauri Vansevenant      | 42º                    | 86                      | Mick van Dijke          | 72º                     |
| 67                         | Filippo Zana               | R                          | 77                     | Pascal Eenkhoorn       | R                      | 87                      | Tim van Dijke           | R                       |
| Movistar Team              | Movistar Team              | Movistar Team              | Lidl-Trek              | Lidl-Trek              | Lidl-Trek              | Intermarché-Wanty       | Intermarché-Wanty       | Intermarché-Wanty       |
| Nº                         | Ciclista                   | Clas.                      | Nº                     | Ciclista               | Clas.                  | Nº                      | Ciclista                | Clas.                   |
| 91                         | Ruben Guerreiro            | R                          | 101                    | Thibau Nys             | 12º                    | 111                     | Louis Barré             | 6º                      |
| 92                         | Nelson Oliveira            | R                          | 102                    | Andrea Bagioli         | 36º                    | 112                     | Kamiel Bonneu           | 79º                     |
| 93                         | Davide Formolo             | 27º                        | 103                    | Mattias Skjelmose      | 1º                     | 113                     | Dries De Pooter         | R                       |
| 94                         | Gregor Mühlberger          | 35º                        | 104                    | Patrick Konrad         | 41º                    | 114                     | Alexander Kamp          | 18º                     |
| 95                         | Michel Hessmann            | R                          | 105                    | Toms Skujiņš           | 39º                    | 115                     | Georg Zimmermann        | 31º                     |
| 96                         | Gonzalo Serrano            | R                          | 106                    | Quinn Simmons          | R                      | 116                     | Lorenzo Rota            | R                       |
| 97                         | Natnael Tesfatsion         | R                          | 107                    | Otto Vergaerde         | R                      | 117                     | Luca Van Boven          | 74º                     |
| Ineos Grenadiers           | Ineos Grenadiers           | Ineos Grenadiers           | Groupama-FDJ           | Groupama-FDJ           | Groupama-FDJ           | EF Education-EasyPost   | EF Education-EasyPost   | EF Education-EasyPost   |
| Nº                         | Ciclista                   | Clas.                      | Nº                     | Ciclista               | Clas.                  | Nº                      | Ciclista                | Clas.                   |
| 121                        | Tobias Foss                | R                          | 131                    | Valentin Madouas       | 19º                    | 141                     | Ben Healy               | 10º                     |
| 122                        | Omar Fraile                | R                          | 132                    | Cyril Barthe           | R                      | 142                     | Vincenzo Albanese       | R                       |
| 123                        | Bob Jungels                | R                          | 133                    | Rémi Cavagna           | 69º                    | 143                     | Samuele Battistella     | 70º                     |
| 124                        | Victor Langellotti         | 71º                        | 134                    | Kevin Geniets          | 43º                    | 144                     | Neilson Powless         | 13º                     |
| 125                        | Axel Laurance              | 49º                        | 135                    | Romain Grégoire        | 7º                     | 145                     | Alex Baudin             | 48º                     |
| 126                        | Magnus Sheffield           | 51º                        | 136                    | Johan Jacobs           | R                      | 146                     | Harry Sweeny            | R                       |
| 127                        | Artem Shmidt               | 63º                        | 137                    | Quentin Pacher         | 33º                    | 147                     | Marijn van den Berg     | R                       |
| Decathlon AG2R La Mondiale | Decathlon AG2R La Mondiale | Decathlon AG2R La Mondiale | Cofidis                | Cofidis                | Cofidis                | Bahrain Victorious      | Bahrain Victorious      | Bahrain Victorious      |
| Nº                         | Ciclista                   | Clas.                      | Nº                     | Ciclista               | Clas.                  | Nº                      | Ciclista                | Clas.                   |
| 151                        | Pierre Gautherat           | R                          | 161                    | Dylan Teuns            | 46º                    | 171                     | Pello Bilbao            | 25º                     |
| 152                        | Dorian Godon               | 44º                        | 162                    | Sam Maisonobe          | R                      | 172                     | Santiago Buitrago       | 29º                     |
| 153                        | Sander De Pestel           | R                          | 163                    | Alex Aranburu          | R                      | 173                     | Nicolò Buratti          | R                       |
| 154                        | Noa Isidore                | R                          | 164                    | Valentin Ferron        | R                      | 174                     | Edoardo Zambanini       | 45º                     |
| 155                        | Jordan Labrosse            | R                          | 165                    | Ludovic Robeet         | R                      | 175                     | Fred Wright             | R                       |
| 156                        | Oliver Naesen              | R                          | 166                    | Damien Touzé           | 67º                    | 176                     | Robert Stannard         | R                       |
| 157                        | Bastien Tronchon           | 38º                        | 167                    | Jan Maas               | R                      | 177                     | Mathijs Paasschens      | R                       |
| Arkéa-B&B Hotels           | Arkéa-B&B Hotels           | Arkéa-B&B Hotels           | Alpecin-Deceuninck     | Alpecin-Deceuninck     | Alpecin-Deceuninck     | Uno-X Mobility          | Uno-X Mobility          | Uno-X Mobility          |
| Nº                         | Ciclista                   | Clas.                      | Nº                     | Ciclista               | Clas.                  | Nº                      | Ciclista                | Clas.                   |
| 181                        | Anthony Delaplace          | 66º                        | 191                    | Gal Glivar             | 76º                    | 201                     | Martin Urianstad        | R                       |
| 182                        | Simon Guglielmi            | R                          | 192                    | Quinten Hermans        | 16º                    | 202                     | Fredrik Dversnes        | 32º                     |
| 183                        | Laurens Huys               | R                          | 193                    | Xandro Meurisse        | 52º                    | 203                     | Ådne Holter             | 62º                     |
| 184                        | Mathis Le Berre            | 60º                        | 194                    | Oscar Riesebeek        | R                      | 204                     | Stian Fredheim          | R                       |
| 185                        | Kévin Vauquelin            | R                          | 195                    | Henri Uhlig            | R                      | 205                     | Andreas Leknessund      | 28º                     |
| 186                        | Donavan Grondin            | R                          | 196                    | Gianni Vermeersch      | R                      | 206                     | William Blume Levy      | R                       |
| 187                        | Victor Guernalec           | R                          | 197                    | Emiel Verstrynge       | 75º                    | 207                     | Erik Resell             | R                       |
| Lotto                      | Lotto                      | Lotto                      | Israel-Premier Tech    | Israel-Premier Tech    | Israel-Premier Tech    | Unibet Tietema Rockets  | Unibet Tietema Rockets  | Unibet Tietema Rockets  |
| Nº                         | Ciclista                   | Clas.                      | Nº                     | Ciclista               | Clas.                  | Nº                      | Ciclista                | Clas.                   |
| 211                        | Cédric Beullens            | R                          | 221                    | Simon Clarke           | 64º                    | 231                     | Joren Bloem             | R                       |
| 212                        | Logan Currie               | R                          | 222                    | Joseph Blackmore       | 14º                    | 232                     | Hartthijs de Vries      | 61º                     |
| 213                        | Jarrad Drizners            | R                          | 223                    | Aleksej Lucenko        | 17º                    | 233                     | Jelle Johannink         | R                       |
| 214                        | Arjen Livyns               | 77º                        | 224                    | Nadav Raisberg         | R                      | 234                     | Tomáš Kopecký           | 78º                     |
| 215                        | Reuben Thompson            | 56º                        | 225                    | Nick Schultz           | R                      | 235                     | Lukáš Kubiš             | R                       |
| 216                        | Jonas Gregaard             | R                          | 226                    | Riley Sheehan          | R                      | 236                     | Lander Loockx           | 47º                     |
| 217                        | Henri Vandenabeele         | R                          | 227                    | Corbin Strong          | 65º                    | 237                     | Sergio Meris            | R                       |
| TotalEnergies              |                            |                            |                        |                        |                        |                         |                         |                         |
| Nº                         | Ciclista                   | Clas.                      |                        |                        |                        |                         |                         |                         |
| 241                        | Mathieu Burgaudeau         | 24º                        |                        |                        |                        |                         |                         |                         |
| 242                        | Rayan Boulahoite           | R                          |                        |                        |                        |                         |                         |                         |
| 243                        | Alexandre Delettre         | 23º                        |                        |                        |                        |                         |                         |                         |
| 244                        | Sandy Dujardin             | 57º                        |                        |                        |                        |                         |                         |                         |
| 245                        | Baptiste Vadic             | R                          |                        |                        |                        |                         |                         |                         |
| 246                        | Valentin Retailleau        | R                          |                        |                        |                        |                         |                         |                         |
| 247                        | Anthony Turgis             | R                          |                        |                        |                        |                         |                         |                         |